# Чардым (река)
Чардым (в верховье Сокурка) — река в России, протекает по Новобурасскому, Саратовскому и Воскресенскому районам Саратовской области. Правый приток Волги, впадает в Волгоградское водохранилище.

## География
Чардым начинается выше села Красная Речка, течёт на юго-восток. Ниже Красной Речки дважды запружен, затем принимает правый приток Сокурка и левый Гремячка. В селе Марьино-Лашмино слева впадает река Соколка. Ещё ниже справа впадает река Малая Каменка, напротив впадения, на левом берегу, расположена деревня Михайловка, ниже по правому берегу — Чернышёвка. Ниже Чернышёвки слева впадает река Сухая Елшанка. Ниже по реке расположены населённые пункты Аряш, Екатериновка, Радищево, Тарханы и Боковка. Впадает в Волгу (Волгоградское водохранилище) в 1005 км от устья последней, ниже села Чардым. Длина реки составляет 97 км, площадь водосборного бассейна — 1460 км².

## Притоки
- 10 км: Елшанка (лв)
- 29 км: Тёплая (лв)
- 50 км: Соколка (лв)
- 62 км: Красная (лв)
- 83 км: ручей Сокурка (лв)

## Данные водного реестра
По данным государственного водного реестра России относится к Нижневолжскому бассейновому округу, водохозяйственный участок реки — Волга от Саратовского гидроузла до Волгоградского гидроузла, без рек Большой Иргиз, Большой Караман, Терешка, Еруслан, Торгун. Речной бассейн реки — Волга от верхнего Куйбышевского водохранилища до впадения в Каспий.
Код объекта в государственном водном реестре — 11010002212112100010817.